# Étienne Cournault
Pour les articles homonymes, voir Cournault.
Étienne Cournault est un peintre, graveur et décorateur français né le 15 mars 1891 à Malzéville (Meurthe-et-Moselle), et mort dans cette même ville en 1948.

## Biographie
Né à Malzéville, son père Abel Cournault travaille à la banque et s'adonne à la photographie et sa mère est Marguerite "Daisy" Simonin, tous deux bourgeois et amateurs d'art. Ils sont cependant généralement éclipsés par l'influence du grand-père d'Étienne Cournault, le peintre Charles Cournault qui lui constitue une culture solide en peinture et en gravure, tout en étant celui qu'il considère comme son premier maître. Il bénéficie aussi des conseils des proches de son grand-père, notamment ceux de Charles de Meixmoron. Sa famille s'installe en 1899 à Paris avant de revenir en Lorraine, à Nancy vers 1902-1903. 
Peintre adepte du cubisme, formé à l'École des beaux-arts de Nancy aux cours de Victor Prouvé entre 1906 et 1911, il se spécialisa dans la peinture sur verre ainsi que la décoration et la gravure pour les arts décoratifs. Sa formation le fait appartenir à une génération d'artistes qui héritent de l'Ecole de Nancy des enseignements en arts graphiques et en arts appliqués, à l'instar de ses amis Jean Lurçat et Jean Prouvé. Il passe rapidement dans l'atelier d'Emile Friant et en ressort peu convaincu par la peinture officielle. Ce passage lui permet cependant de s'améliorer à l'eau-forte. 
Durant la Première Guerre mondiale, il est illustrateur de guerre. 
Formé à la gravure en premier lieu, il se destine à une carrière de portraitiste mondain, projet qu'il abandonne rapidement à son arrivée à Paris. 
En 1921, il arrive à Paris et découvre les mouvements des avant-gardes. Il est influencé par le cubisme, le surréalisme et Dada et diversifie sa production artistique à travers des nouveaux médias, notamment le graffiti, le masque et la calligraphie. Dès cette période, il produit des œuvres entre arts décoratifs et beaux-arts, ce qui en fait un artiste à la production originale. 
Il voyage en Italie en 1923, où il découvre la technique de la fresque, à laquelle il s'essaye à partir de 1926. Aux mêmes dates, il fréquente le Comité Nancy-Paris en 1923 puis en devient membre le 14 mars 1926. 
Durant les années 1920, il crée des miroirs peints grâce à l'ancien procédé de peinture sous verre et de verre églomisé puis, entre 1930 et 1933, des bijoux en collaboration avec Jean Després, présentés à l'Union des artistes modernes, dont il est un membre fondateur en 1929 aux côtés de Pierre Chareau et Pierre Legrain et y participe avec des personnalités telles que Charlotte Perriand ou Le Corbusier. Il fonde aussi en parallèle La Jeune Gravure Contemporaine, un collectif de graveurs, en 1928. Outre le verre, il utilise aussi d'autres matériaux originaux comme le sable, la nacre, les paillettes ou encore le carton. 
Sa première exposition a lieu en 1928 à la galerie Vavin-Raspail à Paris où il expose une cinquantaine de peintures et fait la connaissance de Rose Adler et Jacques Doucet, mécène majeur de la scène artistique de Paris et qui lui commande plusieurs œuvres sous verre. 
Il s'établit en 1930 à la Douëra, maison de style mauresque créée par son grand-père, le peintre Charles Cournault. Il s'y installe à cause de problèmes de santé et y reste jusqu'à sa mort, suivant un mode de vie jugé isolé par ses proches.
Dès 1931, il s'éloigne du verre pour revenir se consacrer à la gravure, la fresque et plus tard aux monotypes.
Étienne Cournault meurt prématurément le 24 mai 1948, d'une hémorragie cérébrale.

## Œuvre

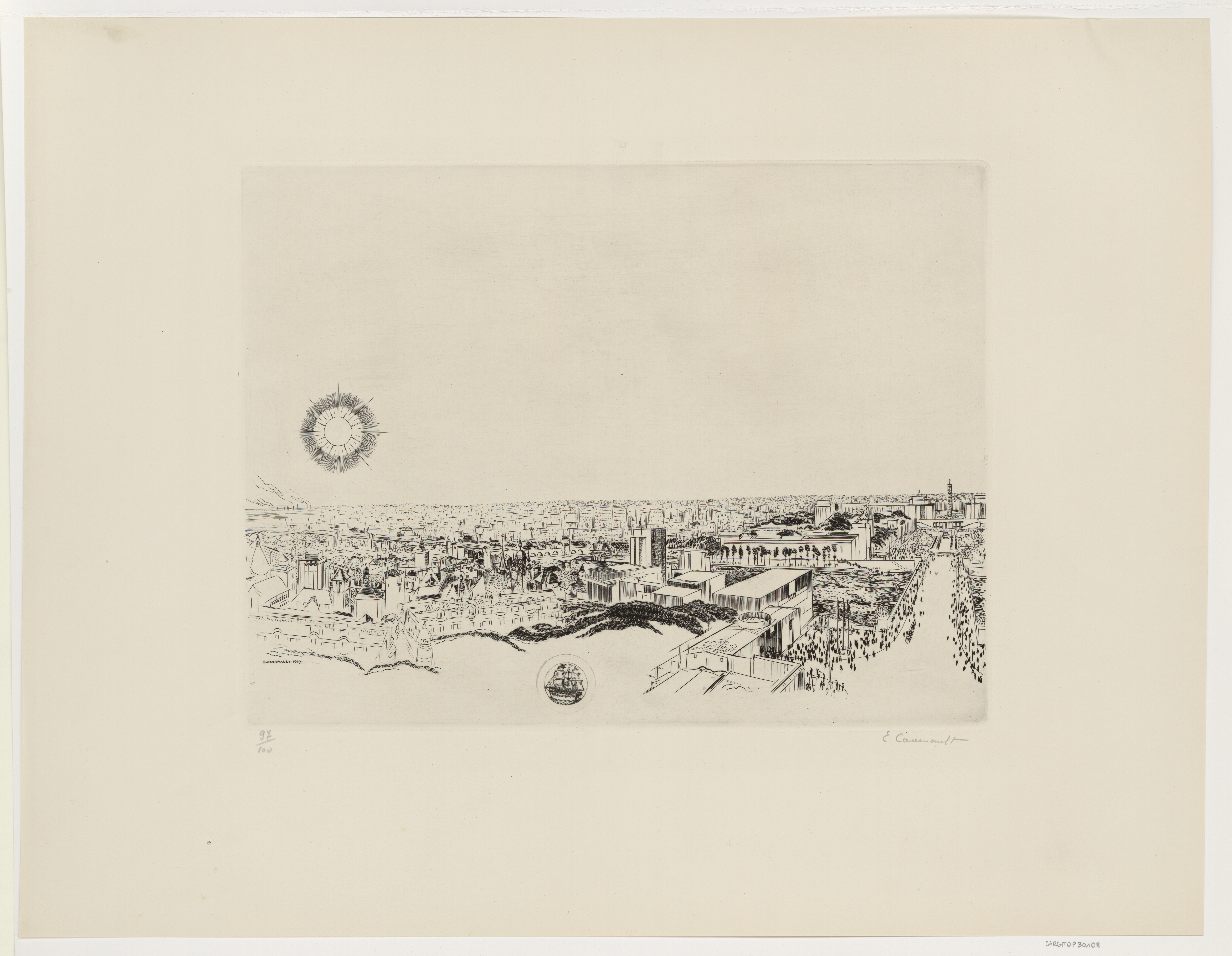
Vue de l'Exposition universelle de 1937

- Gravure : eaux-fortes, lithographies, burins, vernis mous, criblés, encres au sucre, au total 758 planches[8].

- Les Vikings, peinture réalisée en 1944 et exposée au musée des Beaux-Arts de Nancy[9]

Livres illustrés :
- Illustrations de pointes-sèches pour Maurice Maeterlinck (ill. Etienne Cournault), En Egypte, Notes de voyage, Paris, Edition de la chronique des lettres françaises, 1928
- René Daumal (ill. Etienne Cournault), Contre-ciel, Les Cahiers Jacques Doucet par la Société des Amis de la Bibliothèque Doucet, 1936 (ISBN 2070300838)
- André Gide (ill. Etienne Cournault), La Porte étroite, 1939

Une grande rétrospective se tient à Nantes, chapelle de l'Oratoire, puis au musée des beaux-arts de Nancy, en 2015-2016, intitulée Étienne Cournault, la part du rêve qui révèle un artiste multiformes.